# Notário público
O tabelião público (do latim notarius, em português: notário público), na maioria dos países de direito consuetudinário, é um funcionário público que intervém em assuntos estrangeiros e internacionais para cumprir certas formalidades.
De acordo com o direito consuetudinário, o tabelião público não é um tipo distinto de jurista; é meramente uma função jurídica auxiliar. Consequentemente, seu ofício não constitui uma profissão em si, mas sim um ofício distinto. Seus serviços normalmente se limitam à autenticação (legalização ou cópia cotejada, atestado notarial, declaração autêntica), renovação de passaporte, preparação de vistos ou documentos de imigração, administração e recebimento de juramentos, execução e recebimento de declarações juramentadas e outras formalidades relacionadas a instrumentos negociáveis e documentos comerciais marítimos.

## Diferença do Tabelião
O tabelião (ou notário em países da civil law) não tem monopólio em questões imobiliárias e geralmente não se reporta a uma entidade profissional. Os juristas que elaboram este contrato frequentemente exigem outro especialista para representar o comprador, resultando em custos adicionais.
Por exemplo, "Notary Public" é o termo formal e técnico para designar o profissional autorizado pelo Estado (geralmente por nomeação do governador, secretário de Estado ou outro órgão público) a: autenticar assinaturas, administrar juramentos (oaths e affirmations), certificar cópias ou atestar que uma pessoa compareceu perante ele voluntariamente.